# Dieter Spindler (Politiker)
Dieter Spindler (* 1950 in Göttingen) ist ein deutscher Politiker (CDU). Von 1999 bis 2014 war er hauptamtlicher Bürgermeister der niederrheinischen Stadt Meerbusch.

## Leben
Dieter Spindler ist seit 1976 Rechtsanwalt. 1988 trat er in die Düsseldorfer Anwaltskanzlei Jenckel Skrobek ein und war dort bis zum Antritt seines Bürgermeisteramtes tätig. Er ist verheiratet und hat zwei Kinder. Dieter Spindler ist der jüngere Bruder des Juristen Wolfgang Spindler.

## Bürgermeisteramt
Spindler gehörte dem Rat der Stadt Meerbusch an und leitete den CDU-Stadtverband. 1999 wurde er mit 49,93 Prozent der gültigen Stimmen bei einer Wahlbeteiligung von 58,13 Prozent als Nachfolger von Rolf Hapke (CDU) zum ersten hauptamtlichen Bürgermeister der Stadt Meerbusch gewählt. 2004 (mit 58,06 Prozent der gültigen Stimmen bei einer Wahlbeteiligung von 59,66 Prozent) und 2009 (mit 49,03 Prozent der gültigen Stimmen bei einer Wahlbeteiligung von 57,70 Prozent) wurde er wiedergewählt. Zur Bürgermeisterwahl 2014 trat er nicht mehr an. Seine Nachfolgerin wurde Angelika Mielke-Westerlage (CDU).
Im Städte- und Gemeindebund Nordrhein-Westfalen ist Dieter Spindler Mitglied des Arbeitskreises Mittelstadt.